# Cornélia Africana
Cornélia Africana (em latim Cornelia Scipionis Africana; ca. 190 a.C. — 100 a.C.) foi uma matrona romana do século II a.C., mãe dos irmãos Gracos, conhecida pela sua virtude e força de caráter.

## Biografia
Cornélia era filha de Cipião Africano, o herói da segunda guerra púnica e de Emília Paula. Após a morte de Cipião Africano, Tibério Semprônio Graco casou-se com sua filha Cornélia. Tibério e Cipião não eram amigos, e muitas vezes discordavam, mas a família de Cipião considerou Tibério digno de casar-se com Cornélia.
Conta a lenda que Tibério encontrou duas serpentes em sua cama, e que os adivinhos o proibiram de matar as duas e deixar as duas escaparem, mas que ele deveria matar apenas uma e deixar a outra: se ele matasse a serpente macho, ele morreria, mas se fosse a fêmea, Cornélia morreria. Como ele amava sua esposa e era mais velho, matou a serpente macho, e morreu logo em seguida.
Tibério e Cornélia tiveram doze filhos. Destes, apenas três sobreviveram: uma filha, Semprônia, que se casou com Cipião Emiliano Africano, e os irmãos Graco, Tibério e Caio, que ficariam conhecidos por suas iniciativas reformistas e destino trágico. Caio era nove anos mais novo que Tibério.
Viúva ainda jovem, em 153 a.C., Cornélia recusou todas as propostas de casamento e escolheu permanecer viúva para educar os filhos. Um dos seus pretendentes foi supostamente o rei do Egito Ptolemeu VIII Evérgeta II.
Diz-se que teria respondido a uma matrona, que ostentava suas pedras preciosas, mostrando seus filhos Tibério e Caio, com a frase que tornar-se-ia famosa:
| “ | Haec ornamenta mea ("eis as minhas joias") | ” |

Mulher de vasta cultura, Cornélia conhecia várias línguas e a literatura greco-romana. Sua família foi a que mais contribuiu para difundir a cultura  helenística em Roma (Círculo dos Cipiões). É citada por Dante Alighieri na Divina Comedia, no Limbo, entre os espíritos magnos, com o nome de Corniglia.
Apoiava as iniciativas políticas reformistas dos filhos, que iam contra os ideais da sua classe e que iriam causar a morte violenta de ambos no senado romano. Após o assassinato dos filhos, Cornélia retirou-se de Roma e foi viver em uma villa, em Miseno.

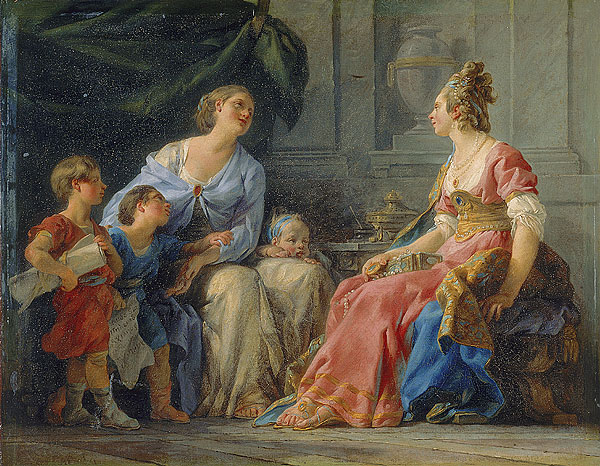
Cornélia Africana, mãe dos Gracos, por Noël Hallé, no Museu Fabre

Após a morte de seu filho Tibério, Cipião Emiliano Africano morreu na sua cama, sem nenhum ferimento, após haver preparado um discurso em que, possivelmente, proporia a abolição das leis dos Gracos; Apiano sugere que ele poderia ter sido assassinado por Cornélia ou por Semprônia, filha de Cornélia e esposa de Cipião. O motivo de Semprônia foi que ela não era amada por ser considerada feia e estéril, o motivo de Cornélia era para que não abolissem as leis dos Gracos; outra hipótese de Apiano foi suicídio, porque ele não conseguiu atingir seus objetivos. Os escravos, sob tortura, confessaram que pessoas foram introduzidas à noite na casa e sufocaram Cipião.
A desgraça política da sua família não afectou a sua reputação. Cornélia continuou a receber visitas ilustres na sua villa.
Quando morreu, em idade avançada, foi erigida uma estátua de bronze em sua homenagem, no Fórum Romano. Foi a primeira estátua de uma mulher não mitológica, exposta em local público de Roma. Do monumento, ainda se conserva a base com a epígrafe  Cornelia Africani F. Gracchorum ("Cornélia, filha do Africano, mãe dos Gracos").  A sua bisneta, Fúlvia, seguiu-lhe os passos e foi a primeira mulher não mitológica a figurar em moedas romanas, mas por motivos bem diferentes.